# Amstel Gold Race 2013

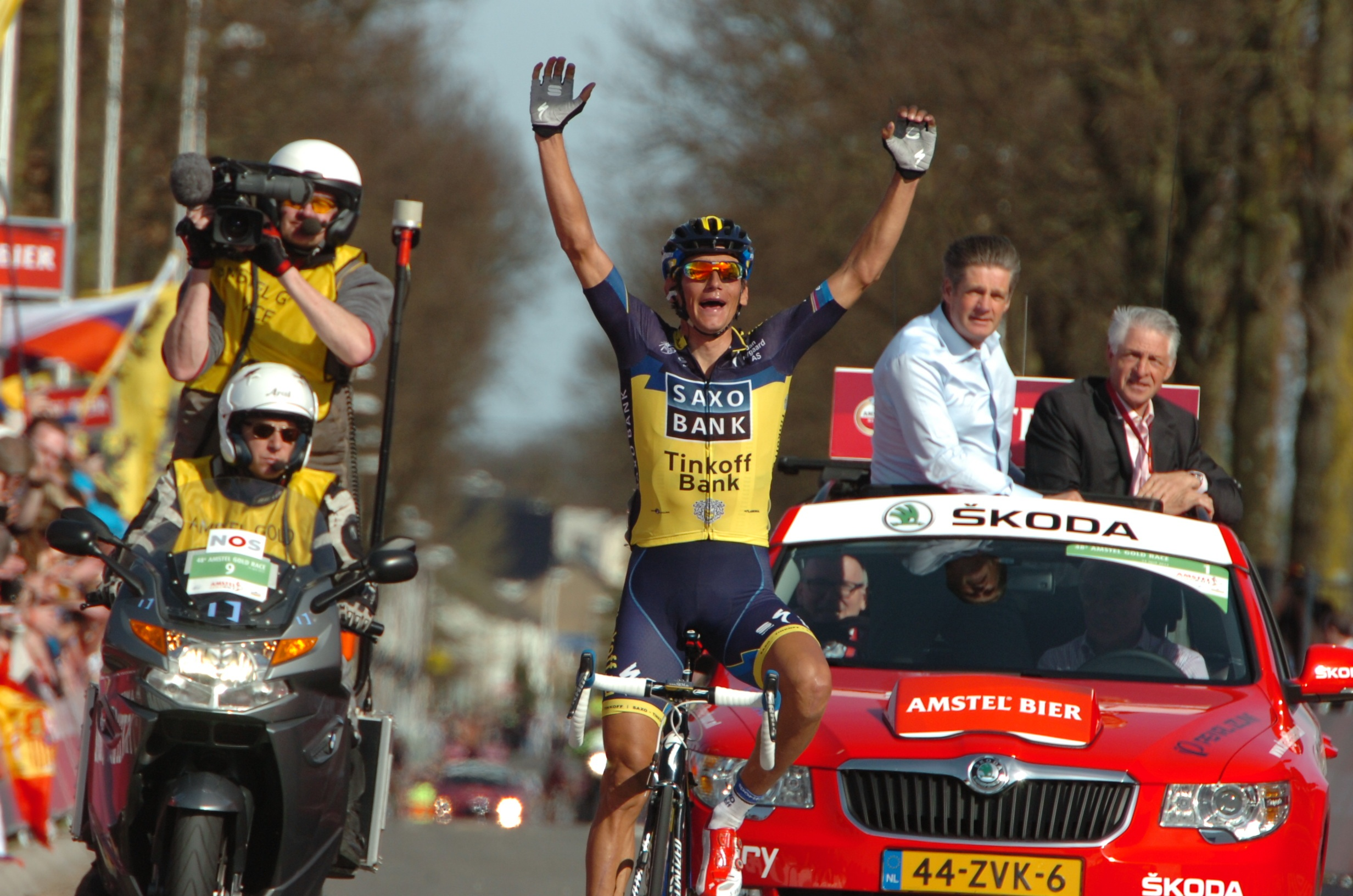
Roman Kreuziger überquert als Erster die Ziellinie

Das Amstel Gold Race 2013 war die 48. Austragung dieses Radsportklassikers und fand am 14. April 2013 statt. Es war das erste Rennen der „Ardennen-Woche“ und wurde an einem Sonntag, drei Tage vor der Flèche Wallonne bzw. genau eine Woche vor Lüttich–Bastogne–Lüttich, ausgetragen. Das Eintagesrennen war Teil der UCI WorldTour 2013. Die Gesamtdistanz des Rennens betrug 251,8 Kilometer. 
Es siegte der Tscheche Roman Kreuziger aus der dänischen Mannschaft Saxo-Tinkoff vor dem Spanier Alejandro Valverde aus der spanischen Mannschaft Movistar und dem Australier Simon Gerrans aus der australischen Mannschaft Orica GreenEdge.
Für Roman Kreuziger war es der erste Sieg beim Amstel Gold Race.

## Teilnehmende Mannschaften
Startberechtigt waren die 19 UCI ProTeams der Saison 2013. Zusätzlich vergab der Veranstalter Wildcards an sechs UCI Professional Continental Teams.
| ProTeams (19)- AG2R La Mondiale - Argos-Shimano - Astana - Blanco - BMC Racing Team - Cannondale Pro Cycling - Euskaltel-Euskadi - FDJ - Garmin Sharp - Katusha - Lampre-Merida - Lotto-Belisol - Movistar Team - Omega Pharma-Quick Step - Orica-GreenEDGE - RadioShack-Leopard - Saxo-Tinkoff - Sky - Vacansoleil-DCM Professional Continental Teams (6)- Accent Jobs-Wanty - Crelan-Euphony - IAM Cycling - Team Europcar - NetApp-Endura - Topsport Vlaanderen-Baloise |
| |

## Ergebnis
| \| Gesamtwertung \| Gesamtwertung \| Gesamtwertung \| Gesamtwertung \| Gesamtwertung \| \| Fahrer \| Fahrer \| Land \| Team \| Zeit \| \| ------------- \| ------------------ \| ------------- \| ----------------------- \| --------------- \| \| 1. \| Roman Kreuziger \| Tschechien \| Saxo-Tinkoff \| 6 h 35 min 21 s \| \| 2. \| Alejandro Valverde \| Spanien \| Movistar Team \| + 22 s \| \| 3. \| Simon Gerrans \| Australien \| Orica-GreenEDGE \| + 22 s \| \| 4. \| Michał Kwiatkowski \| Polen \| Omega Pharma-Quick Step \| + 22 s \| \| 5. \| Philippe Gilbert \| Belgien \| BMC Racing Team \| + 22 s \| \| 6. \| Sergio Henao \| Kolumbien \| Team Sky \| + 22 s \| \| 7. \| Bjorn Leukemans \| Belgien \| Vacansoleil-DCM \| + 22 s \| \| 8. \| Pieter Weening \| Niederlande \| Orica-GreenEDGE \| + 22 s \| \| 9. \| Enrico Gasparotto \| Italien \| Astana \| + 22 s \| \| 10. \| Bauke Mollema \| Niederlande \| Blanco \| + 22 s \| |                    |             |                         |                 |
| |                    |             |                         |                 |
| Quelle: ProCyclingStats |                    |             |                         |                 |
| Gesamtwertung |                    |             |                         |                 |
| Fahrer | Fahrer             | Land        | Team                    | Zeit            |
| 1. | Roman Kreuziger    | Tschechien  | Saxo-Tinkoff            | 6 h 35 min 21 s |
| 2. | Alejandro Valverde | Spanien     | Movistar Team           | + 22 s          |
| 3. | Simon Gerrans      | Australien  | Orica-GreenEDGE         | + 22 s          |
| 4. | Michał Kwiatkowski | Polen       | Omega Pharma-Quick Step | + 22 s          |
| 5. | Philippe Gilbert   | Belgien     | BMC Racing Team         | + 22 s          |
| 6. | Sergio Henao       | Kolumbien   | Team Sky                | + 22 s          |
| 7. | Bjorn Leukemans    | Belgien     | Vacansoleil-DCM         | + 22 s          |
| 8. | Pieter Weening     | Niederlande | Orica-GreenEDGE         | + 22 s          |
| 9. | Enrico Gasparotto  | Italien     | Astana                  | + 22 s          |
| 10. | Bauke Mollema      | Niederlande | Blanco                  | + 22 s          |